# Komorica (Pleterniceszentmiklós)
Komorica falu Horvátországban, Pozsega-Szlavónia megyében. Közigazgatásilag Pleterniceszentmiklóshoz tartozik.

## Fekvése
Pozsegától légvonalban 10, közúton 21 km-re délkeletre, községközpontjától 9 km-re délnyugatra, a Pozsegai-hegység délkeleti részén, a Slatina-patak partján fekszik.

## Története
A települést 1275-ben Erzsébet királyné oklevelében említik először „Komiricha” alakban. 1331-ben a „terra Kamaricha” nevű birtok a hasonló nevű patak és az Orljava folyó mellett feküdt. 1341-ben Alsókomorica (az oklevélben „Alsowkamaricha”) a szomszédos Felsőkaproncával együtt Ambrus fia István pilisi ispáné és Miklós nevű testvéréé lett. A birtokhatárt a „Kamaricha”-patak és az Orljava folyó képezte, szomszédos birtokként pedig „Grad pataka” szerepel. 1377-ben a pozsegai Szent Péter társaskáptalan oklevele a birtokot „Poss. Kamaricha” néven az Orljava mellett említi. 1406-ban a birtok egy részét Orbovai Tamás fia István magiszter kamaricai Ambrus lányának Paulának adja zálogba. A boszniai káptalan 1470-es oklevele szerint „Komoricza” a garabarjei Beriszlók birtokában volt. 1483-ban Guthi Országh Mihály nádor utasította a pozsegai káptalant, hogy Komorica birtokába más birtokokkal együtt szulki Szulk Mártont iktassa be.
A települést 1536 körül foglalta el a török és 150 évig török uralom alatt volt. Az 1545-ös török defterben nem szerepel. Ezen a részen „Dolci Varoš”, „Zagorovci” és „Adorjanovci” településeket említenek ekkor. A térség 1687-ben szabadult fel a török uralom alól. 1702-ben 11, 1756-ban 16 ház állt a településen. Lakói horvátok voltak, akik mellé a 18. és 19. században szerb családok települtek.
Az első katonai felmérés térképén „Dorf Komoricza” néven található. Lipszky János 1808-ban Budán kiadott repertóriumában „Komoricza” néven szerepel. 
Nagy Lajos 1829-ben kiadott művében „Komoricza” néven 22 házzal, 71 katolikus és 56 ortodox vallású lakossal találjuk.
1857-ben 100, 1910-ben 226 lakosa volt. Az 1910-es népszámlálás szerint lakosságának 90%-a horvát, 7%-a szerb anyanyelvű volt. Pozsega vármegye Pozsegai járásának része volt. Az első világháború után 1918-ban az új szerb-horvát-szlovén állam, majd később (1929-ben) Jugoszlávia része lett. 1991-től a független Horvátországhoz tartozik. 1991-ben lakosságának 94%-a horvát, 3%-a szerb nemzetiségű volt. A településnek 2011-ben 188 lakosa volt.

## Lakossága
| Lakosság változása | Lakosság változása | Lakosság változása | Lakosság változása | Lakosság változása | Lakosság változása | Lakosság változása | Lakosság változása | Lakosság változása | Lakosság változása | Lakosság változása | Lakosság változása | Lakosság változása | Lakosság változása | Lakosság változása | Lakosság változása |
| ------------------ | ------------------ | ------------------ | ------------------ | ------------------ | ------------------ | ------------------ | ------------------ | ------------------ | ------------------ | ------------------ | ------------------ | ------------------ | ------------------ | ------------------ | ------------------ |
| 1857               | 1869               | 1880               | 1890               | 1900               | 1910               | 1921               | 1931               | 1948               | 1953               | 1961               | 1971               | 1981               | 1991               | 2001               | 2011               |
| 100                | 115                | 105                | 149                | 182                | 226                | 224                | 234                | 200                | 268                | 247                | 226                | 208                | 216                | 213                | 188                |

## Nevezetességei
- Szent Mihály főangyal tiszteletére szentelt római katolikus kápolnája a pleternicai plébánia filiája.
- „Gornje Luke” középkori régészeti lelőhely.